# Reece Gaines
Clifton Reece Gaines (ur. 7 stycznia 1981 w Madison, Wisconsin) – amerykański koszykarz. Gains ma 198 cm wzrostu i waży 93 kg. Gra na pozycji rzucającego obrońcy. Do szkoły średniej chodził w rodzinnym mieście Madison. Po skończeniu nauki w szkole Madison West, zaczął grę i naukę na University of Louisville, którą kontynuował przez cztery lata. Do NBA dołączył poprzez 2003 NBA Draft, w którym został wybrany w pierwszej rundzie, z numerem 8, przez Orlando Magic.